# Francesca Gargallo
Francesca Gargallo di Castel Lentini Celentani (Roma, 25 de noviembre de 1956 - Ciudad de México, 3 de marzo de 2022) fue una escritora feminista, activista y editora italiana que desarrolló su trabajo en México y el resto de América Latina desde 1979. Publicó su obra principalmente en español.
Como escritora literaria, publicó novela, poesía, cuento, cuento infantil y crónica. En el campo del ensayo y la historiografía escribió sobre las ideas del feminismo latinoamericano y mexicano, así como sobre estética, crítica literaria y artes visuales. También se desempeñó como editora, periodista y traductora. Como periodista, colaboró en periódicos como Excélsior, El Universal, La Jornada, Le Monde Diplomatique, en revistas feministas como Fem, La Correa Feminista, Debate Feminista, La manzana de la discordia, entre otras. También formó parte de consejos editoriales de las publicaciones Cuadernos Americanos, Blanco móvil y Pensares y quehaceres, entre otros.

## Biografía
Pasó su infancia entre Roma y Siracusa, de donde proviene su familia paterna. Aunque nació en Roma, reivindicó su pertenencia a Sicilia, en varias entrevistas y textos, por la historia de esta isla y el arraigo familiar de larga raigambre en ella. Cursó estudios en filosofía en La Sapienza de Roma. Emigró a México en 1979, donde realizó los posgrados en Estudios Latinoamericanos en la Universidad Nacional Autónoma de México.
En 1980 publicó su primer libro de cuentos en italiano, Le tre Elene. A principios de esta década, circularon sus primeros artículos, entrevistas y reportajes sobre literatura, artes e historia, con temáticas culturales y feministas en diarios y revistas de la Ciudad de México. Paralelamente, comenzó a publicar cuentos en español. Y se unió al grupo literario El Alfil Negro, que promovió Luis de la Torre y al que asistían escritores reconocidos como Eduardo Lizalde o entonces nóveles como Luis Francisco Acosta, Melba Guariglia, Anabel Yebra, Ángel Mario Trías, Leonardo Da Jandra, Ricardo Chávez Castañeda, entre otros. Sus relaciones literarias tocaron también a Dolores Castro Varela, Augusto Monterroso, Daniel Sada, Eduardo Mosches, Eve Gil, Natalia Toledo, entre otras plumas.
Desde los años ochenta del siglo XX fue parte de los movimientos feministas mexicano y latinoamericano, en los que trabajó con colectivos feministas autónomos, de mujeres indígenas y populares, de disidencias sexuales y derechos humanos. En 2002, fue fundadora de las licenciaturas de Filosofía e Historia de las Ideas y Literatura y Creación Literaria en la Universidad Autónoma de la Ciudad de México (UACM). En 2009, ella y la doctora y activista Norma Morgrovejo inauguraron el Seminario de Feminismo Nuestroamericano como asignatura de la Maestría en Defensa y Promoción de los Derechos Humanos, Universidad Autónoma de la Ciudad de México (UACM).

## Pensamiento narrativo
La narración como conocimiento es el criterio en que se perfila tanto su literatura como sus historias de las ideas. Su narración participa de tesis de la epistemología contemporánea no universalista, pero situada, política, despatriarcalizante y descolonizadora, a la vista de experiencias de pueblos (como el saharahui, el beliceño y los indígenas de Abya Yala), de movimientos como el feminista, de mujeres, por la paz, de expresiones populares, ecológicas y artísticas que cuestionan y resisten la modernidad capitalista.

## Ensayos feministas
Entre su obra ensayística, sus principales libros son: Ideas Feministas de América Latina, Feminismos desde Abya Yala. Ideas y proposiciones de las mujeres de 607 pueblos en nuestra. América), Tan derechas y tan humanas (manual ético de derechos humanos de las mujeres) y el libro que coordinó en 2010: Antología del pensamiento feminista nuestroamericano, que contiene material de archivo e impresos de los siglos XV al XX.
En su libro Ideas feministas de América Latina critica fuertemente la noción de género, como el núcleo de un discurso que pretende homogeneizar la diferencia. Este discurso – sostiene Gargallo- es un lastre del pensamiento de la dominación occidental que tienes sus raíces en el cristianismo – platonismo. Asimismo, encuentra en las instituciones públicas una fuerza política capaz de fragmentar y desmovilizar los esfuerzos distintas organizaciones y posturas feministas, debido a la incorporación de estas ideas a un discurso binario, que limita la multiplicidad femenina.
Apoya, por el contrario, la expresividad de la mujer en sus diversas dimensiones, puesto que cada mujer y por tanto su actividad, se determinan por las condiciones que circunscriben su vida. De esta forma, se ataca la taxonomía que “sustenta las lógicas de la dominación”, rechazando las unidades epistemológicas que pretenden agrupar una multitud de relaciones bajo un solo principio. Siendo consecuente con su pensamiento, aboga por la pluralidad y por la conformación de espacios políticos que permitan a la mujer organizarse desde sus diferencias.
Feminismos desde Abya Yala. Ideas y proposiciones de las mujeres de 607 pueblos en nuestra América, da cuenta de la distancia que marca con la filosofía tradicional. Este texto muestra que la filosofía no necesariamente tiene que ser producida desde las universidades y la reflexión, sino que puede gestarse en la actividad con distintas realidades, en el diálogo, en la interacción con comunidades invisibilizadas por la historia. Esta antropología filosófica, le permite a la autora conformar un texto que pone sobre la mesa la visión, la actividad, el modo de ser en el mundo de distintas mujeres en distintas comunidades indígenas. Es objetivo del texto, asimismo, exponer que cada mujer, determinada por su contexto, se vincula, reflexiona, trabaja sobre el mundo y por tanto, no existe una gradación que permita nominar a la mujer indígena como “primitiva” o “incivilizada”. Lo “primitivo” y lo “incivilizado” son conceptos que caen dentro del orden del discurso moderno, que pretende agrupar todo acontecimiento de la realidad bajo una unidad y direccionarlo a un fin, que está siempre determinado por los intereses de las clases hegemónicas.

## Literatura (selección)

### Novelas
- La semilla (Plan campesino de mujeres) (Editorial Heredad, Ciudad de México, 2023 y Ed. Campamocha, Oaxaca, México, 2017, 196 pp.)
- La costra de la tierra (Editorial Heredad, 2023 y Cisnegro, 2017)
- Los extraños de la planta baja (Ediciones Desde Abajo, Bogotá, Colombia, 2015, 172 pp. ISBN 9789585882683)
- Al paso de los días (Editorial Terracota, Ciudad de México, 2013, 174 pp. ISBN 9786077130895)
- Marcha seca (Ediciones Era, México, 1999, 76 pp. ISBN 9684114540)
- La decisión del capitán (Ediciones Era, México, 1997, 181 pp. ISBN 9684114133)
- Los pescadores del Kukulkán (Aldus, México, 1995, 67 pp. ISBN 9686830413)
- Estar en el mundo (1994, Ediciones Era, México, 135 pp. ISBN 9684113579. Traducida al alemán como: Schwestern, en 1996, publicada por Eichborn, Frankfurt, y en 1998 en edición de bolsillo por la editorial Piper, Frankfurt)
- Manantial de dos fuentes (Instituto Michoacano de Cultura, Morelia, México, 1994, 122 pp.)
- Calla mi amor que vivo (Ediciones Era, México, 1990, 147 pp. ISBN 9684113277)
- Días sin Casura (Leega Literaria, México, 1986, 90 pp. ISBN 9684950357. Edición digital de Ars Longa, México, 2011, ISBN digital: 6326)

### Poesía
- Se posso partecipo / Si puedo participo (bilingüe, Gioacchino Onorati editore, Roma, 2020, 157pp.)
- Se prepara a la lluvia la tarde (Ediciones sin Nombre, México 2014. 124 pp. ISBN 9786079413026)
- A manera de retrato una mujer cruza la calle (Universidad Autónoma Metropolitana. México, 1990, 84 pp. ISBN 9688406295)
- Hay un poema en el mundo (Editorial Oasis, Col. Los Libros del Fakir, México, 1986, 29 pp. y en publicación digital: Ediciones Corcon (Corte y confección), México, 2011)
- Itinerare, Lo Faro, Roma, 1980.

### Cuento
- En qué momento me volví esa señora iracunda. Y otros relatos (publicación póstuma, Ed. Random House, México, 2023, 160 pp. ISBN 978-6073828482)
- Verano con lluvia (Ediciones Era, México, 2003, 89 pp. ISBN 9789684115552)
- Le tre Elene (en italiano, Edicoop, Roma, 1980)

### Cuento infantil
- ¡Guácala! (Editorial Desde Abajo, Bogotá, 2019, 28 pp., ISBN 9789588926957).
- El ruido de la música (Editorial Progreso, ilustraciones: Efrén Santos, México, 2005, 48 pp. ISBN 9789706415905)
- Los amigos de la coyota risueña y loca – Tu’kue bene nha bayix nna bekw’ya nholh xhill’lhall (Editorial Del Rey Momo, FONCA Traducción al zapoteco: Marío Molina Cruz; Ilustraciones: Guillermo Scully; México, 1996, 24 pp.
- Paseando con Cayetano – A Walk with Cayetano (ilustraciones de Georgeanne; traducción al inglés de Clare Joysmith; Editorial Del Rey Momo, FONCA, México, 1993)

## Ensayo (selección)
- Idee femministe latinoamericane (en italiano, Edizioni Arcoiris, Salerno, Italia, traduzione e cura di Giovanna Minardi. 2016, 204 pagine. ISBN 978-88-96583-95-1)
- Feminismos desde Abya Yala. Ideas y proposiciones de las mujeres de 607 pueblos en nuestra América (primera edición por la Editorial Desde Abajo, Colección Pensadoras latinoamericanas, Bogotá, Colombia, 2012, 295 pp. ISBN 78958845459. Ha publicado otras ediciones en Argentina, Chile, Bolivia y México, con prólogos diferentes que siguen los movimientos de mujeres y feministas. En 2015, la publicó la Universidad Autónoma de la Ciudad de México, ISBN 978-607-7798-91-0)
- Presentación y coordinación de la Antología del pensamiento feminista nuestroamericano (2010), que agrupó textos de los siglos XV al XX, con la colaboración de diversas/os autoras/es que rescataron textos de archivos de sus países o que facilitaron sus textos para conformar esta antología.[22]
- “Intentando acercarme a una razón narrativa”, en revista Intersticios. Filosofía, arte, religión, Universidad Intercontinental, Ciudad de México, Año 8, n. 19, 2003. ISSN: 1.200-16 425.[23]
- Ideas feministas latinoamericanas (primera edición: Universidad Autónoma de la Ciudad de México, 2004, 250 pp. A esta edición han seguido otras aumentadas y revisadas en México y Colombia. En 2014 la Universidad Autónoma de México publicó la 3.ª edición, 288 pp. ISBN 9786077798842)
- Saharauis. La sonrisa del sol (Fundación Editorial el Perro y la Rana, Caracas, Venezuela, 2006, 101 pp.)
- Garífuna, Garínagu, Caribe (Siglo XXI / UNESCO / Gobierno de Quintana Roo, México, 2002, 79 pp., ISBN 9789682323652)
- Tan derechas y tan humanas. Manual ético de los derechos humanos de las mujeres (Derechos humanos Academia Mexicana de Derechos Humanos, México, 2000, 119 pp.)

## Historia y crítica de artes (selección)
- "La creatividad de las mujeres. Pintura y reconocimiento público", en VV.AA. (2015) Mujeres del Salón de la Plástica Mexicana, tomo 2, CONAULTA, INBA, pp. 21-23. ISBN 9786076052556
- Siete pintores de una generación sin nombre (escrito con la colaboración de Rosario Galo Moya sobre las/os artistas visuales: Carlos Gutiérrez Angulo, José Luis García, Gabriela Arévalo, Rafael Charco, María Romero, Guillermo Scully y Sara María Terrazas. Inédito. La obra recibió el Premio Nacional Bellas Artes Luis Cardoza y Aragón para Crítica de Artes Plásticas en su emisión 2010)
- Entraña de volcán. Pigmento y experimentación en la obra de Carlos Gutiérrez Angulo (fotografía de la obra: Irma Villalobos; Instituto Mexiquense de Cultura, Toluca, México, 2004, 106 pp.)

## Traducciones (selección)
- Gioacchino Gargallo Di Castell Lentini, Historia de la Historiografia Moderna, 4 volúmenes, trad. del italiano por Francesca Gargallo, Editorial UACM, México, 2009. Tomo I: El siglo XVIII (ISBN 9789689259206), Tomo II: Hegel historiador (ISBN 9789689259220); Tomo III: La historiografía del Consulado y el Imperio (ISBN 9789689259213); Tomo IV: La historiografía liberal de la conquista franca de las Galias (ISBN 9789689259350).
- Zuffa, Grazia, “Si el sexo se vuelve cabildeo: opciones y significados diversos de la representación”, trad. del italiano por Francesca Gargallo, en Debate feminista, Año 4, vol. 7, marzo de 1993, pp. 96-99. ISSN 0188-9478

## Premios
- En 2012, Mención Honorífica del Premio Libertador al Pensamiento Crítico, Ministerio de Cultura de la República Bolivariana de Venezuela, por el libro Feminismos desde el Abya Yala.
- En 2011, Medalla Omeccihuatl, Instituto de las Mujeres Ciudad de México el Gobierno del Distrito Federal.[24]
- En 2010, Premio Bellas Artes Luis Cardoza y Aragón para Crítica de Artes Plásticas, por el libro inédito Siete pintores de una generación sin nombres[25] (escrito en colaboración con Rosario Galo Moya)
- En 2006, Primera Mención Honorífica del Premio Libertador al Pensamiento Crítico (creado en 2005), Ministerio de Cultura de la República Bolivariana de Venezuela, por el libro Ideas Feministas Latinoamericanas.[26]
- En 2001, Primer lugar en el Área de Conocimiento Histórico de los Premios al Pensamiento Caribeño, otorgado por la Editorial Siglo XXI, la UNESCO y el Gobierno de Quintana Roo, por el libro Garífuna Garínagu, Caribe.
- En 1989, Medalla al Mérito Universitario Gabino Barrera, otorgada por la Universidad Nacional Autónoma de México, Ciudad de México, por su desempeño sobresaliente en el doctorado.

## Entrevistas y semblanzas (selección)
- Gil, Eve, "Ellas tienen la palabra: narradoras y ensayistas mexicanas", La Jornada Semanal, domingo 11 de septiembre de 2016, pp. 9-10, consultada el 23-09-2016 en https://issuu.com/lajornadaonline/docs/semanal11092016
- "Feminismos latinoamericano y filosofías de la liberación. Entrevista de Alex Ibarra a Francesca Gargallo", Le Monde diplomatique, edición chilena [noviembre de 2015], consultada el 23-09-2016, en https://www.lemondediplomatique.cl/Feminismos-latinoamericano-y.html
- Oliver, Mariana, "El feminismo es para la buena vida. Entrevista con Francesca Gargallo", Revista Cuadrivio, 29 de diciembre de 2013, consultada el 23-09-2016 en https://web.archive.org/web/20160323173102/http://cuadrivio.net/dossier/el-feminismo-es-para-la-buena-vida-entrevista-con-francesca-gargallo/
- Gil, Eve, "Ulises feminista", en La trenza de Sor Juana IV, noviembre de 2008, consultada el 23-09-2016 en http://trenzamocha.blogspot.mx/2008/11/ulises-feminista_27.html [Semblanza literaria de Francesca Gargallo]